# Furcamyia pallida
Furcamyia pallida är en tvåvingeart som beskrevs av Ian David Whittington 2003. Furcamyia pallida ingår i släktet Furcamyia och familjen bredmunsflugor.
Artens utbredningsområde är Nigeria. Inga underarter finns listade i Catalogue of Life.